# Philodromus browningi
Philodromus browningi är en spindelart som beskrevs av Lawrence 1952. Philodromus browningi ingår i släktet Philodromus och familjen snabblöparspindlar. Inga underarter finns listade i Catalogue of Life.